# Hadou
《Hadou》是日本音樂組合B'z的主唱稻葉浩志的第4張原創專輯。於2010年8月18日由VERMILLION RECORDS發行。

## 概要
本作是自前作『Peace Of Mind』以來暌違約6年的原創專輯。
在本作中除了收錄了先行單曲「Okay」以外，亦收錄了被起用為TBS系『NEWS23X』片尾曲的（牽起這手奔跑吧），以及直接被作為於2006年播放的讀賣電視台・日本電視台系動畫『結界師』片尾曲發表而未CD化的（紅線）等，全15首歌曲。在初回限定盤中，附屬了收錄迄今為止所發表的SOLO代表作品全11首歌曲MUSIC VIDEO的DVD。
專輯標題『Hadou』為日語漢字的羅馬字，以「一個不在眼前，而是在遠方的人，通過波動與自身所思念的人產生連結」為本作主題。原先「Hadou」這個標題，是收錄於曲目3「The Morning Call」的暫定標題（在歌詞中亦加入了「波動」這個樂句），但因遲遲無法拿定專輯標題，加上曲目3未決定使用「Hadou」這個標題，而成為了以現在的形式發售。此外，之所以並非漢字而是以羅馬字表記，是由於不希望取為漢字後導致最初便凝固於「波動」這個意象。
稻葉自發行的5年前起，便在B'z的活動間隙中以見縫插針的方式屢次邀請編曲家寺地秀行到自家錄音室，不考慮發行等僅進行將腦海中浮現的主意一點一點地製作成樂曲。根據稻葉表示，在此期間所創作的樂曲，包括未編曲的樂曲及DEMO樂曲，共將近32首。此外，據說雖未發表，但亦製作了翻唱曲（The Zombies等）。大部分的樂曲皆無添加歌詞，但自2009年新年左右稻葉具有將其發行的意識，便開始著手撰寫歌詞。
順帶一提，通過本作在Oricon週間專輯榜上獲得冠軍，稻葉達成了1990年代、2000年代、2010年代的「3年代連續獲得原創專輯冠軍」（3年代連続オリジナルアルバム1位）紀錄。成為了繼南方之星、德永英明、SMAP之後，第4組達成此項紀錄之藝人。

## 收錄曲
CD
1. (1:27)
本作的前奏曲，演奏時長是在稻葉SOLO曲中最短的1分25秒。
2009年，作為B'z於博多進行錄音時在旅館所製作的樂曲，在本作中是最後完成的樂曲。旋律本身自從前便已存在，在進入專輯的最終調整時，由於稻葉認為「作為專輯感覺還稍嫌不足，所以想再添加1首歌曲[原文 2]」並推進製作。是一首由歌聲揭開序幕的樂曲，據說原先開頭存在很長的前奏，但因缺乏衝擊性而將其簡化了。
2. （絕對(的)）(4:17)
前奏是以電腦編曲（日语：打ち込み）所演奏出的電錫塔琴。談及了此部分原為電鋼琴，但因聲音太過圓潤而做了變更。結尾部分，據說成為了錄音成員的演奏不止息地長久持續下去的感覺。
當初打算刪掉附加在「的」上的""，但最終還是將""保留了。
3. (4:02)
是一首全篇由鋼琴為中心所構成的樂曲，原先預定為專輯『Hadou』的標題曲。
在留言中表示，曲子亦加入了硬式地吉他，但盡可能使鋼琴的聲音擴大，通過在硬式中混入酷氣地鋼琴取得平衡。
稻葉造訪芝加哥時，其處有首感覺是以鋼琴揭開序幕的佳曲，因受其影響而變得想創作一首以鋼琴的輕快彈奏揭開序幕的樂曲並開始製作。因此，談論到鋼琴的樂句是在DEMO階段便已全部作好了。
本曲結束後，以無間隔移至下一首歌曲。
4. (5:16)
專輯的先行單曲。自DEMO階段起便是單曲候補。
5. (4:39)
由3連韻律所構成的樂曲，以「想製作銘刻出原聲吉他氛圍的樂曲[原文 3]」為主題所製作。
標題的Lone Pine是真實存在於美國加利福尼亞州的鄉村名稱。
作為本曲的製作經緯，來自稻葉15年前以上在駕駛途中投宿了Lone Pine的旅館時留下的深刻印象，數年後任憑Lone Pine的形象在腦海中馳騁撰寫歌詞。因此，是一首歌詞存在了很長一段時間的樂曲。
6. （伊甸園）(4:21)
由8拍子所構成的樂曲。根據稻葉表示「與同樣，是一首非常喜歡的樂曲。特別喜歡副歌的和弦[原文 4]」。
7. (3:52)
提供給宇浦冴香的樂曲「友達以上戀人未滿」的自我翻唱。此外，由於原曲非稻葉作詞，因此自身重新撰寫了歌詞。
標題CAGE FIGHT是一項在圍繞著鐵絲網的舞台中所進行的格鬥技賽事。以仿佛在城市這座牢籠中隨處可見般，精神狀態相當挫敗之人作為歌詞主題。關於此事，稻葉談及「自己亦發生過那種事，我認為現代有非常多那樣的人。該說是希望其能積極向前看嗎。標題的CAGE FIGHT這個詞彙在我心目中是一個非常正向的詞語。具有正在戰鬥中的感覺。看格鬥技時不是會變得很積極嗎？因此我認為儘管不是說便能迎刃而解，但會發現自己亦擁有那種姿態不是嘛[原文 5]」。
據說本曲的滑音管吉他是大賀在洛杉磯進行錄音前，先在東京錄下的。
8. （今宵與你）(4:31)
是一首先有歌詞並將其添加曲子，以詞先（日语：詞先）製作的樂曲。具有在近年來的B'z相關作品中很少見的薩克斯風獨奏，據說是因為其能呈現出比吉他更瘋狂的感覺。
關於標題這個詞語，稻葉表示「雖然這個詞語亦多少會帶給人正面的感覺，但內容所呈現的是，自身心意無法傳達的焦躁，儘管如此亦不斷傾訴愛意的勇敢男性，與女方亦具有箇中原因的感覺[原文 6]」。
9. （牽起這手奔跑吧）(5:34)
完成於製作曲子的初期時點，製作於2005年左右。此外，亦有讓宇浦冴香試唱過，因此歌詞是以女性視角撰寫而成。
TBS系『NEWS23X（日语：NEWS23X）』的初代片尾曲[注 2]。亦有將本曲使用於宣傳新節目時所播放的廣告中，在廣告裡未註明稻葉的名字與本曲名等著作權資訊，直到在官方網站上公佈了稻葉的SOLO活動之前，皆仍處於未知狀態。
10. （給離去的人）(4:24)
提供給宇浦冴香的樂曲「君を想い眠る夜は（日语：Juke Vox）」（想你入眠的夜晚）的自我翻唱。本曲亦是與「CAGE FIGHT」同樣，由於非稻葉作詞，因此自身重新撰寫了歌詞。
歌詞內容是以「當就此與迷戀之人別離時，與其說是目送對方時的話語，不如說是一句充滿愛意的別離之詞[原文 7]」為主題撰寫而成。
據說與DEMO截然不同，通過現場錄音後產生了極大變化。
結尾部分原封不動地收錄了來自樂團無止境持續下去的即興演奏。
11. (3:58)
稻葉表示，很鍾意本樂曲的鋼琴（電腦編曲（日语：打ち込み））與原聲吉他的協調感。
在2010年舉行的巡迴演唱會『Koshi Inaba LIVE 2010 〜enII〜』上，演奏了本曲以外的所有樂曲，並將僅未演奏的本曲在『Koshi Inaba LIVE 2016 〜enIII〜』 上演奏，使本專輯收錄曲全在演唱會上演奏過了。
12. (3:53)
被稻葉自身評為是一首「很有稻葉SOLO風格[原文 8]」的樂曲。
13. （Little Boy）(3:27)
本曲描寫了「少年」所擁有的純粹真摯之心，與其微妙兼具的幼稚並殘酷地一面。歌詞中亦包含了核武器本身及對使用國的諷刺，標題由來亦有取自第二次世界大戰美軍在廣島市投下的原子彈代號「Little Boy」。
在2010年舉行的巡迴演唱會上，僅廣島公演演奏。
14. （紅線）(2:42)
日本電視台系動畫『結界師』的初代片尾曲。自2006年發表以來已長時間未被CD化。
與在動畫中所使用的版本不同，成為了質樸地原聲編曲。根據稻葉表示「原本即是這樣（原聲）的感覺[原文 9]」。在動畫中所使用的版本仍未音源化。
15. （幼稚的太陽）(7:17)
製作於2005年左右，亦是在本作中最古老的樂曲，但據說間奏及結尾的部分在錄音的最後的最後做了變更。稻葉自身亦認為，是一首在SOLO作品中頗為活潑系的樂曲。在2010年的演唱會上成為了安可最終曲目（Encore Last Number）。
在樂曲結束後，於漫長的無聲之後收錄了隱藏音軌（日语：隠しトラック），在演唱會結束後作為送客曲SE播放。是僅只原聲吉他與打拍子伴奏這樣非常單純且只有2和聲的短樂曲，標題不詳。由於未分割音軌，包含在中，因此不會向JASRAC等呈報標題。此外，未收錄於數位上架的音源中。

DVD （僅初回限定盤附屬）
收錄以下樂曲的MUSIC VIDEO。

## 商業搭配
- TBS系『NEWS23X（日语：NEWS23X）』片尾曲(#9)
- 讀賣電視台‧日本電視台系動畫『結界師』片尾曲(#14)

## 製作人員
- 稻葉浩志：主唱、全曲作詞‧作曲‧編曲、原聲吉他（#2.6.11.12.14.15）、藍調口琴（#5）
- 寺地秀行（日语：寺地秀行）：全曲編曲
- Shane Gaalaas（日语：シェーン‧ガラース）：爵士鼓（#1-13.15）、shaker（日语：シェイカー (楽器)）（#12）
- Stevie Salas（英语：Stevie Salas）：吉他（#4）、電吉他（#6.7.12.15）
- Rafael Moreira（英语：Rafael Moreira）：吉他（#1.3.8-10）、電吉他（#2.5.11.13）
- Jara Harris：貝斯（#4.6.7.15）
- Corey McCormick：貝斯（#2.3.5.8-11.13）
- 小野塚晃（日语：小野塚晃）：鋼琴（#3.9）、風琴（#10）
- 林こずえ：弦樂器（#5.9.11）、小提琴（#13）
- Lime Ladies Orchestra：弦樂器（#5.9.11）
- 大賀好修：滑音管吉他（#7.15）、原聲吉他（#13）
- 勝田一樹（日语：勝田一樹）：薩克斯風（#8）
- 栗原尚子：小提琴（#13）
- 三品芽生：中提琴（#13）
- 島津由美：大提琴（#13.14）
- 上石統：小號（#13）
- 渡辺ファイアー：中音薩克斯風（#13）
- 東條あずさ：長號（#13）
- 武田和大：上低音薩克斯風（英语：Baritone saxophone）（#13）

## 腳註

### 出典
1. 1 2  . BARKS (株式會社JAPAN MUSIC NETWORK). 2010-07-01  [2020-01-02]. （原始内容存档于2019-04-26）.
2. 1 2  . ORICON NEWS (Oricon). 2010-08-24  [2020-01-02]. （原始内容存档于2020-01-02）.
3. ↑  . ORICON NEWS. Oricon. 2010  [2020-07-12]. （原始内容存档于2019-11-12）.
4. ↑  . 音樂Natalie (株式會社Natasha). 2010-07-01  [2020-01-02]. （原始内容存档于2020-01-02）.